# Mahafalytenus
Mahafalytenus is een geslacht van spinnen uit de  familie van de Viridasiidae.

## Soorten
- Mahafalytenus fo Silva-Dávila, 2007
- Mahafalytenus fohy Silva-Dávila, 2007
- Mahafalytenus hafa Silva-Dávila, 2007
- Mahafalytenus isalo Silva-Dávila, 2007
- Mahafalytenus osy Silva-Dávila, 2007
- Mahafalytenus paosy Silva-Dávila, 2007
- Mahafalytenus tsilo Silva-Dávila, 2007